# Ligue des nations de l'UEFA 2022-2023
Navigation
Édition 2020-2021 Édition 2024-2025
La Ligue des nations de l'UEFA 2022-2023 est la troisième édition de la Ligue des nations organisée par l'Union des associations européennes de football. Elle oppose les équipes nationales masculines des 55 associations membres lors d'une phase de groupes avancée, en raison de la Coupe du monde 2022, du jeudi 2 juin au mardi 27 septembre 2022 et une phase finale en juin 2023.

## Format
Le format de la compétition est identique à l'édition précédente. Ainsi :
- Les 54 (Russie exclue) associations membres de l'UEFA participent à la compétition ;
- Les équipes sont réparties en quatre ligues, A-B-C-D, en fonction de leurs performances lors de la phase de groupe de la Ligue des nations 2020-2021. La répartition est la suivante :
  - Seize équipes en Ligue A (les 12 meilleures équipes de la Ligue A 2020-2021 + 4 promues de Ligue B) ;
  - Seize équipes en Ligue B (les 4 équipes reléguées de la Ligue A 2020-2021 + 8 équipes non promues de la Ligue B + 4 promues de Ligue C) ;
  - Seize équipes en Ligue C (les 4 équipes reléguées de la Ligue B 2020-2021 + 10 équipes non promues de la Ligue C + 2 promues de Ligue D) ;
  - Sept équipes en Ligue D (les 2 équipes reléguées de la Ligue C 2020-2021 + 5 équipes non promues de la Ligue D).
- Les ligues A, B et C sont divisées en quatre groupes de quatre équipes, de sorte que chaque équipe joue six matchs au sein de chaque groupe (utilisant le système de matchs domicile-extérieur). La Ligue D est divisée en un groupe de quatre et un groupe de trois équipes.
- Les quatre vainqueurs de groupes de la Ligue A sont qualifiés pour la phase finale de la Ligue des nations, qui a lieu en juin 2023, avec deux demi-finales, un match pour la troisième place et une finale. Un pays hôte est désigné par l'UEFA parmi les équipes finalistes. Pour cette édition, 4 pays ont déposé leur candidature pour accueillir la phase finale de la compétition :
  -  Belgique
  -  Pays-Bas
  -  Pologne
  -  Pays de Galles

Ces quatre nations étant dans le même groupe (Groupe 4), le vainqueur de ce groupe organise la phase finale de la compétition.
- Les équipes sont également soumises à un système de promotion et de relégation à une division supérieure ou inférieure. Dans la Ligue A, les quatre dernières équipes de chaque groupe sont reléguées. Dans la Ligue B, les quatre gagnants de chaque groupe sont promus, tandis que les dernières équipes de chaque groupe sont reléguées. Dans la Ligue C, les quatre gagnants de chaque groupe sont promus, tandis que les dernières équipes de chaque groupe jouent des barrages de relégation, deux d'entre elles étant ensuite reléguées et les deux autres restent en Ligue C. Dans la Ligue D, les deux gagnants de groupe sont promus.

| Rang           | Ligue A      | Ligue B    | Ligue C   | Ligue D   |
| -------------- | ------------ | ---------- | --------- | --------- |
| Premiers       | Phase finale | Promotion  | Promotion | Promotion |
| Intermédiaires | Maintien     | Maintien   | Maintien  | Maintien  |
| Derniers       | Relégation   | Relégation | Barrage   | Maintien  |

### Qualifications pour le Championnat d'Europe 2024
Cette édition est liée à la qualification pour le Championnat d'Europe de football 2024 en Allemagne.

## Calendrier
| Nom                                             | Tirage au sort        | Date aller                  | Date retour                                | Équipes participantes |
| ----------------------------------------------- | --------------------- | --------------------------- | ------------------------------------------ | --------------------- |
| Phase de groupes (2022)                         |                       |                             |                                            |                       |
| Journées 1 et 4 Journées 2 et 5 Journées 3 et 6 | 16 décembre 2021 Nyon | 2-4 juin 5-8 juin 8-11 juin | 12-14 juin 22-24 septembre 25-27 septembre | 55                    |
| Phase finale (2023)                             |                       |                             |                                            |                       |
| Demi-finales                                    | 25 janvier Nyon       | 14 et 15 juin               | 14 et 15 juin                              | 4                     |
| 3e place                                        | 25 janvier Nyon       | 18 juin                     | 18 juin                                    | 2                     |
| Finale                                          | 25 janvier Nyon       | 18 juin                     | 18 juin                                    | 2                     |
| Matches de relégation (2024)                    |                       |                             |                                            |                       |
| Matches de relégation                           |                       | 22-23 mars                  | 24-25 mars                                 | 4                     |

## Participants
54 associations membres de l'UEFA prennent part à la Ligue des nations 2022-2023 (Russie exclue).
- Albanie
- Allemagne
- Andorre
- Angleterre
- Arménie
- Autriche
- Azerbaïdjan
- Biélorussie
- Belgique
- Bosnie-Herzégovine
- Bulgarie
- Croatie
- Chypre
- Danemark
- Écosse
- Espagne
- Estonie
- Finlande
- France
- Géorgie
- Gibraltar
- Grèce
- Hongrie
- Îles Féroé
- République d'Irlande
- Irlande du Nord
- Islande
- Israël
- Italie
- Kazakhstan
- Kosovo
- Lettonie
- Liechtenstein
- Lituanie
- Luxembourg
- Macédoine du Nord
- Malte
- Moldavie
- Monténégro
- Norvège
- Pays-Bas
- Pays de Galles
- Pologne
- Portugal
- Tchéquie
- Roumanie
- Saint-Marin
- Serbie
- Slovaquie
- Slovénie
- Suède
- Suisse
- Turquie
- Ukraine

## Ligues

### Composition des ligues
Les équipes sont reparties sur la base des performances des équipes lors de la phase de groupe de la précédente édition. Le tirage au sort des différents groupes de chaque ligue a eu lieu le 16 décembre 2021 à Montreux.

Carte de la répartition des ligues.
Équipe prenant part à la Ligue A
Équipe prenant part à la Ligue B
Équipe prenant part à la Ligue C
Équipe prenant part à la Ligue D

| Ligue A        | Ligue A     | Ligue A |
| Équipe         | Rang Ligue  | Rang    |
| -------------- | ----------- | ------- |
| France T       | 1er Ligue A | 1       |
| Espagne        | 2e Ligue A  | 2       |
| Italie         | 3e Ligue A  | 3       |
| Belgique       | 4e Ligue A  | 4       |
| Portugal       | 5e Ligue A  | 5       |
| Pays-Bas       | 6e Ligue A  | 6       |
| Danemark       | 7e Ligue A  | 7       |
| Allemagne      | 8e Ligue A  | 8       |
| Angleterre     | 9e Ligue A  | 9       |
| Pologne        | 10e Ligue A | 10      |
| Suisse         | 11e Ligue A | 11      |
| Croatie        | 12e Ligue A | 12      |
| Pays de Galles | 1re Ligue B | 17      |
| Autriche       | 2e Ligue B  | 18      |
| Tchéquie       | 3e Ligue B  | 19      |
| Hongrie        | 4e Ligue B  | 20      |

| Ligue B              | Ligue B     | Ligue B |
| Équipe               | Rang Ligue  | Rang    |
| -------------------- | ----------- | ------- |
| Ukraine              | 13e Ligue A | 13      |
| Suède                | 14e Ligue A | 14      |
| Bosnie-Herzégovine   | 15e Ligue A | 15      |
| Islande              | 16e Ligue A | 16      |
| Finlande             | 5e Ligue B  | 21      |
| Norvège              | 6e Ligue B  | 22      |
| Écosse               | 7e Ligue B  | 23      |
| Russie               | 8e Ligue B  | 24      |
| Israël               | 9e Ligue B  | 25      |
| Roumanie             | 10e Ligue B | 26      |
| Serbie               | 11e Ligue B | 27      |
| République d'Irlande | 12e Ligue B | 28      |
| Slovénie             | 1re Ligue C | 33      |
| Monténégro           | 2e Ligue C  | 34      |
| Albanie              | 3e Ligue C  | 35      |
| Arménie              | 4e Ligue C  | 36      |

| Légende : | Légende :                         |
| --------- | --------------------------------- |
|           | Équipes placées dans le chapeau 1 |
|           | Équipes placées dans le chapeau 2 |
|           | Équipes placées dans le chapeau 3 |
|           | Équipes placées dans le chapeau 4 |

| Ligue C           | Ligue C     | Ligue C |
| Équipe            | Rang Ligue  | Rang    |
| ----------------- | ----------- | ------- |
| Turquie           | 13e Ligue B | 29      |
| Slovaquie         | 14e Ligue B | 30      |
| Bulgarie          | 15e Ligue B | 31      |
| Irlande du Nord   | 16e Ligue B | 32      |
| Grèce             | 5e Ligue C  | 37      |
| Biélorussie       | 6e Ligue C  | 38      |
| Luxembourg        | 7e Ligue C  | 39      |
| Macédoine du Nord | 8e Ligue C  | 40      |
| Lituanie          | 9e Ligue C  | 41      |
| Géorgie           | 10e Ligue C | 42      |
| Azerbaïdjan       | 11e Ligue C | 43      |
| Kosovo            | 12e Ligue C | 44      |
| Kazakhstan        | 13e Ligue C | 45      |
| Chypre            | 14e Ligue C | 46      |
| Gibraltar         | 1re Ligue D | 49      |
| Îles Féroé        | 2e Ligue D  | 50      |

| Ligue D       | Ligue D     | Ligue D |
| Équipe        | Rang Ligue  | Rang    |
| ------------- | ----------- | ------- |
| Estonie       | 15e Ligue C | 47      |
| Moldavie      | 16e Ligue C | 48      |
| Liechtenstein | 3e Ligue D  | 51      |
| Malte         | 4e Ligue D  | 52      |
| Lettonie      | 5e Ligue D  | 53      |
| Saint-Marin   | 6e Ligue D  | 54      |
| Andorre       | 7e Ligue D  | 55      |

### Critères

#### Critères pour le classement des groupes
En cas d’égalité de points de plusieurs équipes à l'issue des matchs de groupe, les critères suivants sont appliqués dans l'ordre indiqué pour établir leur classement :
1. Plus grand nombre de points obtenus dans les matches de groupe disputés entre les équipes concernées ;
2. Meilleure différence de buts dans les matches de groupe disputés entre les équipes concernées ;
3. Plus grand nombre de buts marqués dans les matches de groupe disputés entre les équipes concernées ;
4. Si, après l’application des critères 1) à 3), plusieurs équipes sont toujours à égalité, les critères 1) à 3) sont à nouveau appliqués exclusivement aux matches entre les équipes restantes afin de déterminer leur classement final. Si cette procédure ne donne pas de résultat, les critères 5) à 11) s’appliquent dans l'ordre indiqué aux équipes encore à égalité ;
5. Meilleure différence de buts générale ;
6. Plus grand nombre de buts marqués ;
7. Plus grand nombre de buts marqués à l'extérieur ;
8. Plus grand nombre de victoires ;
9. Plus grand nombre de victoires à l'extérieur ;
10. Meilleur classement du fair-play dans tous les matches du groupe (-1 point pour un carton jaune, -3 points pour deux cartons jaunes menant à un carton rouge, -3 points pour un carton rouge direct) ;
11. Position dans la liste d'accès.

#### Critères pour le classement des ligues
Le classement de chaque ligue se fait de la façon suivante :
1. Position des équipes dans chaque groupe ;
2. Plus grand nombre de points obtenus ;
3. Meilleure différence de buts générale ;
4. Plus grand nombre de buts marqués ;
5. Plus grand nombre de buts marqués à l'extérieur ;
6. Plus grand nombre de victoires ;
7. Plus grand nombre de victoires à l'extérieur;
8. Classement du fair-play dans tous les matches du groupe (-1 point pour un carton jaune, -3 points pour deux cartons jaunes menant à un carton rouge, -3 points pour un carton rouge direct) ;
9. Position dans la liste d'accès.

Afin de classer les équipes de la Ligue D composées de 2 groupes de taille différente, la procédure suivante s'applique :
1. les résultats contre l'équipe classée quatrième du groupe 1 ne sont pas pris en compte ;
2. tous les résultats sont pris en compte pour l'équipe classée quatrième du groupe 1.

#### Critères pour le classement général
Les résultats de la phase finale influent comme suit sur le classement général de la Ligue des nations :
- Le vainqueur est classé 1er ;
- L'autre finaliste est classé 2e ;
- Le vainqueur du match pour la troisième place est classé 3e ;
- Le perdant du match pour la troisième place est classé 4e.

Le classement général de la Ligue des Nations de l'UEFA est établi comme suit :
- les seize équipes de la Ligue A sont réparties de la 1re à la 16e place en fonction du classement individuel de la ligue ;
- les seize équipes de la Ligue B sont réparties de la 17e à la 32e place en fonction du classement individuel de la ligue ;
- les seize équipes de la Ligue C sont réparties de la 33e à la 48e place en fonction du classement individuel de la ligue ;
- les sept équipes de la Ligue D sont réparties de la 49e à la 55e place en fonction du classement individuel de la ligue.

### Ligue A

#### Phase de groupes
Légende des classements
- Qualification pour la phase finale
- Relégation en Ligue B

##### Groupe 1
| Rang | Équipe     | Pts | J | G | N | P | Bp | Bc | Diff |  | Résultats (▼ dom., ► ext.) |     |     |     |     |
| ---- | ---------- | --- | - | - | - | - | -- | -- | ---- |  | -------------------------- | --- | --- | --- | --- |
| 1    | Croatie    | 13  | 6 | 4 | 1 | 1 | 8  | 6  | +2   |  | Croatie                    |     | 2-1 | 1-1 | 0-3 |
| 2    | Danemark   | 12  | 6 | 4 | 0 | 2 | 9  | 5  | +4   |  | Danemark                   | 0-1 |     | 2-0 | 2-0 |
| 3    | France T   | 5   | 6 | 1 | 2 | 3 | 5  | 7  | -2   |  | France T                   | 0-1 | 1-2 |     | 2-0 |
| 4    | Autriche P | 4   | 6 | 1 | 1 | 4 | 6  | 10 | -4   |  | Autriche P                 | 1-3 | 1-2 | 1-1 |     |

##### Groupe 2
| Rang | Équipe     | Pts | J | G | N | P | Bp | Bc | Diff |  | Résultats (▼ dom., ► ext.) |     |     |     |     |
| ---- | ---------- | --- | - | - | - | - | -- | -- | ---- |  | -------------------------- | --- | --- | --- | --- |
| 1    | Espagne    | 11  | 6 | 3 | 2 | 1 | 8  | 5  | +3   |  | Espagne                    |     | 1-1 | 1-2 | 2-0 |
| 2    | Portugal   | 10  | 6 | 3 | 1 | 2 | 11 | 3  | +8   |  | Portugal                   | 0-1 |     | 4-0 | 2-0 |
| 3    | Suisse     | 9   | 6 | 3 | 0 | 3 | 6  | 9  | -3   |  | Suisse                     | 0-1 | 1-0 |     | 2-1 |
| 4    | Tchéquie P | 4   | 6 | 1 | 1 | 4 | 5  | 13 | -8   |  | Tchéquie P                 | 2-2 | 0-4 | 2-1 |     |

##### Groupe 3
| Rang | Équipe     | Pts | J | G | N | P | Bp | Bc | Diff |  | Résultats (▼ dom., ► ext.) |     |     |     |     |
| ---- | ---------- | --- | - | - | - | - | -- | -- | ---- |  | -------------------------- | --- | --- | --- | --- |
| 1    | Italie     | 11  | 6 | 3 | 2 | 1 | 8  | 7  | +1   |  | Italie                     |     | 2-1 | 1-1 | 1-0 |
| 2    | Hongrie P  | 10  | 6 | 3 | 1 | 2 | 8  | 5  | +3   |  | Hongrie P                  | 0-2 |     | 1-1 | 1-0 |
| 3    | Allemagne  | 7   | 6 | 1 | 4 | 1 | 11 | 9  | +2   |  | Allemagne                  | 5-2 | 0-1 |     | 1-1 |
| 4    | Angleterre | 3   | 6 | 0 | 3 | 3 | 4  | 10 | -6   |  | Angleterre                 | 0-0 | 0-4 | 3-3 |     |

##### Groupe 4
| Rang | Équipe           | Pts | J | G | N | P | Bp | Bc | Diff |  | Résultats (▼ dom., ► ext.) |     |     |     |     |
| ---- | ---------------- | --- | - | - | - | - | -- | -- | ---- |  | -------------------------- | --- | --- | --- | --- |
| 1    | Pays-Bas         | 16  | 6 | 5 | 1 | 0 | 14 | 6  | +8   |  | Pays-Bas                   |     | 1-0 | 2-2 | 3-2 |
| 2    | Belgique         | 10  | 6 | 3 | 1 | 2 | 11 | 8  | +3   |  | Belgique                   | 1-4 |     | 6-1 | 2-1 |
| 3    | Pologne          | 7   | 6 | 2 | 1 | 3 | 6  | 12 | -6   |  | Pologne                    | 0-2 | 0-1 |     | 2-1 |
| 4    | Pays de Galles P | 1   | 6 | 0 | 1 | 5 | 6  | 11 | -5   |  | Pays de Galles P           | 1-2 | 1-1 | 0-1 |     |

#### Phase finale de la Ligue des nations
|  | Demi-finales             | Demi-finales             | Demi-finales             | Demi-finales             |                               |           | Finale                   | Finale                   | Finale                   | Finale                   |
|  |                          |                          |                          |                          |                               |           |                          |                          |                          |                          |
|  | 14 juin 2023 à Rotterdam | 14 juin 2023 à Rotterdam | 14 juin 2023 à Rotterdam | 14 juin 2023 à Rotterdam |                               |           | 18 juin 2023 à Rotterdam | 18 juin 2023 à Rotterdam | 18 juin 2023 à Rotterdam | 18 juin 2023 à Rotterdam |
|  | Pays-Bas                 | Pays-Bas                 | 2                        | 2                        |                               |           | 18 juin 2023 à Rotterdam | 18 juin 2023 à Rotterdam | 18 juin 2023 à Rotterdam | 18 juin 2023 à Rotterdam |
|  | Pays-Bas                 | Pays-Bas                 | 2                        | 2                        |                               |           | 18 juin 2023 à Rotterdam | 18 juin 2023 à Rotterdam | 18 juin 2023 à Rotterdam | 18 juin 2023 à Rotterdam |
|  | Croatie                  | Croatie                  | 4 ap                     | 4 ap                     |                               |           | 18 juin 2023 à Rotterdam | 18 juin 2023 à Rotterdam | 18 juin 2023 à Rotterdam | 18 juin 2023 à Rotterdam |
|  | Croatie                  | Croatie                  | 4 ap                     | 4 ap                     | Croatie                       | Croatie   | 0 ap (4)                 | 0 ap (4)                 |                          |                          |
|  | 15 juin 2023 à Enschede  |                          |                          |                          | Croatie                       | Croatie   | 0 ap (4)                 | 0 ap (4)                 |                          |                          |
|  |                          |                          | Espagne                  | Espagne                  | 0 tab (5)                     | 0 tab (5) |                          |                          |                          |                          |
|  | Espagne                  | Espagne                  | Espagne                  | Espagne                  | 0 tab (5)                     | 0 tab (5) | 2                        | 2                        |                          |                          |
|  | Espagne                  | Espagne                  |                          |                          |                               |           |                          | 2                        |                          |                          |
|  | Italie                   | Italie                   | 1                        | 1                        |                               |           |                          |                          |                          |                          |
|  | Italie                   | Italie                   | 1                        | 1                        | Match pour la troisième place |           |                          |                          |                          |                          |
|  |                          |                          |                          |                          |                               |           |                          |                          |                          |                          |
|  | 18 juin 2023 à Enschede  |                          |                          |                          |                               |           |                          |                          |                          |                          |
|  | Pays-Bas                 | Pays-Bas                 | 2                        | 2                        |                               |           |                          |                          |                          |                          |
|  | Pays-Bas                 | Pays-Bas                 | 2                        | 2                        |                               |           |                          |                          |                          |                          |
|  | Italie                   | Italie                   | 3                        | 3                        |                               |           |                          |                          |                          |                          |
|  | Italie                   | Italie                   | 3                        | 3                        |                               |           |                          |                          |                          |                          |

### Ligue B
Légende des classements
- Promotion en Ligue A
- Relégation en Ligue C

#### Groupe 1
| Rang | Équipe               | Pts | J | G | N | P | Bp | Bc | Diff |  | Résultats (▼ dom., ► ext.) |     |     |     |     |
| ---- | -------------------- | --- | - | - | - | - | -- | -- | ---- |  | -------------------------- | --- | --- | --- | --- |
| 1    | Écosse               | 13  | 6 | 4 | 1 | 1 | 11 | 5  | +6   |  | Écosse                     |     | 3-0 | 2-1 | 2-0 |
| 2    | Ukraine R            | 11  | 6 | 3 | 2 | 1 | 10 | 4  | +6   |  | Ukraine R                  | 0-0 |     | 1-1 | 3-0 |
| 3    | République d'Irlande | 7   | 6 | 2 | 1 | 3 | 8  | 7  | +1   |  | République d'Irlande       | 3-0 | 0-1 |     | 3-2 |
| 4    | Arménie P            | 3   | 6 | 1 | 0 | 5 | 4  | 16 | -12  |  | Arménie P                  | 1-4 | 0-5 | 1-0 |     |

#### Groupe 2
| Rang | Équipe    | Pts          | J            | G            | N            | P            | Bp           | Bc           | Diff         |  | Résultats (▼ dom., ► ext.) |     |     |     |
| ---- | --------- | ------------ | ------------ | ------------ | ------------ | ------------ | ------------ | ------------ | ------------ |  | -------------------------- | --- | --- | --- |
| 1    | Israël    | 8            | 4            | 2            | 2            | 0            | 8            | 6            | +2           |  | Israël                     |     | 2-2 | 2-1 |
| 2    | Islande R | 4            | 4            | 0            | 4            | 0            | 6            | 6            | 0            |  | Islande R                  | 2-2 |     | 1-1 |
| 3    | Albanie P | 2            | 4            | 0            | 2            | 2            | 4            | 6            | -2           |  | Albanie P                  | 1-2 | 1-1 |     |
| 4    | Russie    | Disqualifiée | Disqualifiée | Disqualifiée | Disqualifiée | Disqualifiée | Disqualifiée | Disqualifiée | Disqualifiée |  |                            |     |     |     |

Le 2 mai 2022, l'UEFA décide que la Russie ne participera pas au tournoi et finira dernière et reléguée en Ligue C au terme de la campagne.

#### Groupe 3
| Rang | Équipe               | Pts | J | G | N | P | Bp | Bc | Diff |  | Résultats (▼ dom., ► ext.) |     |     |     |     |
| ---- | -------------------- | --- | - | - | - | - | -- | -- | ---- |  | -------------------------- | --- | --- | --- | --- |
| 1    | Bosnie-Herzégovine R | 11  | 6 | 3 | 2 | 1 | 8  | 8  | 0    |  | Bosnie-Herzégovine R       |     | 3-2 | 1-0 | 1-0 |
| 2    | Finlande             | 8   | 6 | 2 | 2 | 2 | 8  | 6  | +2   |  | Finlande                   | 1-1 |     | 2-0 | 1-1 |
| 3    | Monténégro P         | 7   | 6 | 2 | 1 | 3 | 6  | 6  | 0    |  | Monténégro P               | 1-1 | 0-2 |     | 2-0 |
| 4    | Roumanie             | 7   | 6 | 2 | 1 | 3 | 6  | 8  | -2   |  | Roumanie                   | 4-1 | 1-0 | 0-3 |     |

#### Groupe 4
| Rang | Équipe     | Pts | J | G | N | P | Bp | Bc | Diff |  | Résultats (▼ dom., ► ext.) |     |     |     |     |
| ---- | ---------- | --- | - | - | - | - | -- | -- | ---- |  | -------------------------- | --- | --- | --- | --- |
| 1    | Serbie     | 13  | 6 | 4 | 1 | 1 | 13 | 5  | +8   |  | Serbie                     |     | 0-1 | 4-1 | 4-1 |
| 2    | Norvège    | 10  | 6 | 3 | 1 | 2 | 7  | 7  | 0    |  | Norvège                    | 0-2 |     | 0-0 | 3-2 |
| 3    | Slovénie P | 6   | 6 | 1 | 3 | 2 | 6  | 10 | -4   |  | Slovénie P                 | 2-2 | 2-1 |     | 0-2 |
| 4    | Suède R    | 4   | 6 | 1 | 1 | 4 | 7  | 11 | -4   |  | Suède R                    | 0-1 | 1-2 | 1-1 |     |

### Ligue C
Légende des classements
- Promotion en Ligue B
- Barrage de relégation en Ligue D

#### Groupe 1
| Rang | Équipe       | Pts | J | G | N | P | Bp | Bc | Diff |  | Résultats (▼ dom., ► ext.) |     |     |     |     |
| ---- | ------------ | --- | - | - | - | - | -- | -- | ---- |  | -------------------------- | --- | --- | --- | --- |
| 1    | Turquie R    | 13  | 6 | 4 | 1 | 1 | 18 | 5  | +13  |  | Turquie R                  |     | 3-3 | 4-0 | 2-0 |
| 2    | Luxembourg   | 11  | 6 | 3 | 2 | 1 | 9  | 7  | +2   |  | Luxembourg                 | 0-2 |     | 2-2 | 1-0 |
| 3    | Îles Féroé P | 8   | 6 | 2 | 2 | 2 | 7  | 10 | -3   |  | Îles Féroé P               | 2-1 | 0-1 |     | 2-1 |
| 4    | Lituanie     | 1   | 6 | 0 | 1 | 5 | 2  | 14 | -12  |  | Lituanie                   | 0-6 | 0-2 | 1-1 |     |

#### Groupe 2
| Rang | Équipe            | Pts | J | G | N | P | Bp | Bc | Diff |  | Résultats (▼ dom., ► ext.) |     |     |     |     |
| ---- | ----------------- | --- | - | - | - | - | -- | -- | ---- |  | -------------------------- | --- | --- | --- | --- |
| 1    | Grèce             | 15  | 6 | 5 | 0 | 1 | 10 | 2  | +8   |  | Grèce                      |     | 2-0 | 3-1 | 3-0 |
| 2    | Kosovo            | 9   | 6 | 3 | 0 | 3 | 11 | 8  | +3   |  | Kosovo                     | 0-1 |     | 3-2 | 5-1 |
| 3    | Irlande du Nord R | 5   | 6 | 1 | 2 | 3 | 7  | 10 | -3   |  | Irlande du Nord R          | 0-1 | 2-1 |     | 2-2 |
| 4    | Chypre            | 5   | 6 | 1 | 2 | 3 | 4  | 12 | -8   |  | Chypre                     | 1-0 | 0-2 | 0-0 |     |

#### Groupe 3
| Rang | Équipe      | Pts | J | G | N | P | Bp | Bc | Diff |  | Résultats (▼ dom., ► ext.) |     |     |     |     |
| ---- | ----------- | --- | - | - | - | - | -- | -- | ---- |  | -------------------------- | --- | --- | --- | --- |
| 1    | Kazakhstan  | 13  | 6 | 4 | 1 | 1 | 8  | 6  | +2   |  | Kazakhstan                 |     | 2-0 | 2-1 | 2-1 |
| 2    | Azerbaïdjan | 10  | 6 | 3 | 1 | 2 | 7  | 4  | +3   |  | Azerbaïdjan                | 3-0 |     | 0-1 | 2-0 |
| 3    | Slovaquie R | 7   | 6 | 2 | 1 | 3 | 5  | 6  | -1   |  | Slovaquie R                | 0-1 | 1-2 |     | 1-1 |
| 4    | Biélorussie | 3   | 6 | 0 | 3 | 3 | 3  | 7  | -4   |  | Biélorussie                | 1-1 | 0-0 | 0-1 |     |

#### Groupe 4
| Rang | Équipe            | Pts | J | G | N | P | Bp | Bc | Diff |  | Résultats (▼ dom., ► ext.) |     |     |     |     |
| ---- | ----------------- | --- | - | - | - | - | -- | -- | ---- |  | -------------------------- | --- | --- | --- | --- |
| 1    | Géorgie           | 16  | 6 | 5 | 1 | 0 | 16 | 3  | +13  |  | Géorgie                    |     | 0-0 | 2-0 | 4-0 |
| 2    | Bulgarie R        | 9   | 6 | 2 | 3 | 1 | 10 | 8  | +2   |  | Bulgarie R                 | 2-5 |     | 1-1 | 5-1 |
| 3    | Macédoine du Nord | 7   | 6 | 2 | 1 | 3 | 7  | 7  | 0    |  | Macédoine du Nord          | 0-3 | 0-1 |     | 4-0 |
| 4    | Gibraltar P       | 1   | 6 | 0 | 1 | 5 | 3  | 18 | -15  |  | Gibraltar P                | 1-2 | 1-1 | 0-2 |     |

#### Match de relégation
Les équipes en quatrième position dans chaque groupe de la Ligue C sont classées de la position 1 à la position 4 sur la base du classement général de la Ligue des nations, et disputent les matches de relégation.
L’équipe classée en position 1 (45e) joue contre l’équipe en position 4 (48e) et l’équipe classée en position 2 (46e) joue contre l’équipe en position 3 (47e).
Les matches de relégation sont disputés selon le système à élimination directe en matchs aller-retour.
Si une équipe devant disputer les matches de relégation est qualifiée pour les matches de barrage en vue du Championnat d'Europe de football 2024, aucun match de relégation n’est disputé, et les équipes de la Ligue C placées en 47e et en 48e position dans le classement général sont reléguées.
Le 2 décembre 2023, l'UEFA publie la procédure de tirage au sort au vu de l'édition 2024/2025, la Russie (toujours suspendue de toute compétition) ne fait pas partie de la liste d'accès, un rééquilibrage a donc lieu en Ligue C. L'équipe de Chypre et de la Biélorussie (qui devaient respectivement affronter la Lituanie et Gibraltar) sont finalement maintenues en Ligue C pour la prochaine édition, tandis que la Lituanie et Gibraltar s'affronteront en mars 2024 pour la dernière place en Ligue C.
| Rang | Équipe                 | Pts | J | G | N | P | Bp | Bc | Diff |
| ---- | ---------------------- | --- | - | - | - | - | -- | -- | ---- |
| 45   | Chypre (Groupe 2)      | 5   | 6 | 1 | 2 | 3 | 4  | 12 | -8   |
| 46   | Biélorussie (Groupe 3) | 3   | 6 | 0 | 3 | 3 | 3  | 7  | -4   |
| 47   | Lituanie (Groupe 1)    | 1   | 6 | 0 | 1 | 5 | 2  | 14 | -12  |
| 48   | Gibraltar (Groupe 4)   | 1   | 6 | 0 | 1 | 5 | 3  | 18 | -15  |

| Équipe    | Aller | Total | Retour | Équipe   |
| --------- | ----- | ----- | ------ | -------- |
| Gibraltar | 0 - 1 | 0 - 2 | 0 - 1  | Lituanie |

| Match aller        | Gibraltar | 0 - 1   | Lituanie  | Stade de l'Algarve, Almancil                    |                                                 |
| 21 mars 2024 20h45 |           | (0 - 0) | 60e Kučys | Spectateurs : 207 Arbitrage : Giorgi Kruashvili | Spectateurs : 207 Arbitrage : Giorgi Kruashvili |
| 21 mars 2024 20h45 | Rapport   |         |           | Spectateurs : 207 Arbitrage : Giorgi Kruashvili | Spectateurs : 207 Arbitrage : Giorgi Kruashvili |

| Match retour | Lituanie    | 1 - 0   | Gibraltar | Stade S.-Darius-et-S.-Girėnas, Kaunas        |                                              |
| 26 mars 2024 | Černych 55e | (0 - 0) |           | Spectateurs : 6 102 Arbitrage : Duje Strukan | Spectateurs : 6 102 Arbitrage : Duje Strukan |
| 26 mars 2024 | Rapport     |         |           | Spectateurs : 6 102 Arbitrage : Duje Strukan | Spectateurs : 6 102 Arbitrage : Duje Strukan |

### Ligue D
Légende des classements
- Promotion en Ligue C

#### Groupe 1
| Rang | Équipe        | Pts | J | G | N | P | Bp | Bc | Diff |  | Résultats (▼ dom., ► ext.) |     |     |     |     |
| ---- | ------------- | --- | - | - | - | - | -- | -- | ---- |  | -------------------------- | --- | --- | --- | --- |
| 1    | Lettonie      | 13  | 6 | 4 | 1 | 1 | 12 | 5  | +7   |  | Lettonie                   |     | 1-2 | 3-0 | 1-0 |
| 2    | Moldavie R    | 13  | 6 | 4 | 1 | 1 | 10 | 6  | +4   |  | Moldavie R                 | 2-4 |     | 2-1 | 2-0 |
| 3    | Andorre       | 8   | 6 | 2 | 2 | 2 | 6  | 7  | -1   |  | Andorre                    | 1-1 | 0-0 |     | 2-1 |
| 4    | Liechtenstein | 0   | 6 | 0 | 0 | 6 | 1  | 11 | -10  |  | Liechtenstein              | 0-2 | 0-2 | 0-2 |     |

#### Groupe 2
| Rang | Équipe      | Pts | J | G | N | P | Bp | Bc | Diff |  | Résultats (▼ dom., ► ext.) |     |     |     |
| ---- | ----------- | --- | - | - | - | - | -- | -- | ---- |  | -------------------------- | --- | --- | --- |
| 1    | Estonie R   | 12  | 4 | 4 | 0 | 0 | 10 | 2  | +8   |  | Estonie R                  |     | 2-1 | 2-0 |
| 2    | Malte       | 6   | 4 | 2 | 0 | 2 | 5  | 4  | +1   |  | Malte                      | 1-2 |     | 1-0 |
| 3    | Saint-Marin | 0   | 4 | 0 | 0 | 4 | 0  | 9  | -9   |  | Saint-Marin                | 0-4 | 0-2 |     |

## Classement général[réf.nécessaire]
Légende des classements
- Qualification pour les demi-finales
- Promotion en ligue supérieure
- Maintien dans sa ligue
- Barrage de relégation (Ligue C)
- Relégation en ligue inférieure

| Ligue A | Ligue A          | Ligue A                         | Ligue A | Ligue A | Ligue A | Ligue A | Ligue A | Ligue A | Ligue A | Ligue A | Ligue A |
| Rang    | Nation           | Parcours                        | Gr.     | MJ      | G       | N       | P       | Pts     | Bp      | Bc      | Diff    |
| ------- | ---------------- | ------------------------------- | ------- | ------- | ------- | ------- | ------- | ------- | ------- | ------- | ------- |
| 1er     | Espagne          | Vainqueur                       | 2       | 6       | 3       | 2       | 1       | 11      | 8       | 5       | +3      |
| 2e      | Croatie          | Finaliste                       | 1       | 6       | 4       | 1       | 1       | 13      | 8       | 6       | +2      |
| 3e      | Italie           | Troisième                       | 3       | 6       | 3       | 2       | 1       | 11      | 8       | 7       | +1      |
| 4e      | Pays-Bas         | Quatrième                       | 4       | 6       | 5       | 1       | 0       | 16      | 14      | 6       | +8      |
|         |                  |                                 |         |         |         |         |         |         |         |         |         |
| 5e      | Danemark         | Meilleur deuxième de groupe     | 1       | 6       | 4       | 0       | 2       | 12      | 9       | 5       | +4      |
| 6e      | Portugal         | 2e meilleur deuxième de groupe  | 2       | 6       | 3       | 1       | 2       | 10      | 11      | 3       | +8      |
| 7e      | Belgique         | 3e meilleur deuxième de groupe  | 4       | 6       | 3       | 1       | 2       | 10      | 11      | 8       | +3      |
| 8e      | Hongrie P        | 4e meilleur deuxième de groupe  | 3       | 6       | 3       | 1       | 2       | 10      | 8       | 5       | +3      |
|         |                  |                                 |         |         |         |         |         |         |         |         |         |
| 9e      | Suisse           | Meilleur troisième de groupe    | 2       | 6       | 3       | 0       | 3       | 9       | 6       | 9       | -3      |
| 10e     | Allemagne        | 2e meilleur troisième de groupe | 3       | 6       | 1       | 4       | 1       | 7       | 11      | 9       | +2      |
| 11e     | Pologne          | 3e meilleur troisième de groupe | 4       | 6       | 2       | 1       | 3       | 7       | 6       | 12      | -6      |
| 12e     | France T         | 4e meilleur troisième de groupe | 1       | 6       | 1       | 2       | 3       | 5       | 5       | 7       | -2      |
|         |                  |                                 |         |         |         |         |         |         |         |         |         |
| 13e     | Autriche P       | Meilleur quatrième de groupe    | 1       | 6       | 1       | 1       | 4       | 4       | 6       | 10      | -4      |
| 14e     | Tchéquie P       | 2e meilleur quatrième de groupe | 2       | 6       | 1       | 1       | 4       | 4       | 5       | 13      | -8      |
| 15e     | Angleterre       | 3e meilleur quatrième de groupe | 3       | 6       | 0       | 3       | 3       | 3       | 4       | 10      | -6      |
| 16e     | Pays de Galles P | 4e meilleur quatrième de groupe | 4       | 6       | 0       | 1       | 5       | 1       | 6       | 11      | -5      |

| Ligue B | Ligue B              | Ligue B                         | Ligue B      | Ligue B      | Ligue B      | Ligue B      | Ligue B      | Ligue B      | Ligue B      | Ligue B      | Ligue B      |
| Rang    | Nation               | Parcours                        | Gr.          | MJ           | G            | N            | P            | Pts          | Bp           | Bc           | Diff         |
| ------- | -------------------- | ------------------------------- | ------------ | ------------ | ------------ | ------------ | ------------ | ------------ | ------------ | ------------ | ------------ |
| 17e     | Israël               | Meilleur premier de groupe      | 2            | 4            | 2            | 2            | 0            | 8            | 8            | 6            | +2           |
| 18e     | Bosnie-Herzégovine R | 2e meilleur premier de groupe   | 3            | 4            | 2            | 2            | 0            | 8            | 6            | 4            | +2           |
| 19e     | Serbie               | 3e meilleur premier de groupe   | 4            | 4            | 2            | 1            | 1            | 7            | 8            | 4            | +4           |
| 20e     | Écosse               | 4e meilleur premier de groupe   | 1            | 4            | 2            | 1            | 1            | 7            | 5            | 4            | +1           |
|         |                      |                                 |              |              |              |              |              |              |              |              |              |
| 21e     | Finlande             | Meilleur deuxième de groupe     | 3            | 4            | 2            | 1            | 1            | 7            | 7            | 4            | +3           |
| 22e     | Ukraine R            | 2e meilleur deuxième de groupe  | 1            | 4            | 1            | 2            | 1            | 5            | 2            | 4            | -2           |
| 23e     | Islande R            | 3e meilleur deuxième de groupe  | 2            | 4            | 0            | 4            | 0            | 4            | 6            | 6            | 0            |
| 24e     | Norvège              | 4e meilleur deuxième de groupe  | 4            | 4            | 1            | 1            | 2            | 4            | 2            | 4            | -2           |
|         |                      |                                 |              |              |              |              |              |              |              |              |              |
| 25e     | Slovénie P           | Meilleur troisième de groupe    | 4            | 4            | 1            | 2            | 1            | 5            | 5            | 7            | -2           |
| 26e     | République d'Irlande | 2e meilleur troisième de groupe | 1            | 4            | 1            | 1            | 2            | 4            | 5            | 4            | +1           |
| 27e     | Albanie P            | 3e meilleur troisième de groupe | 2            | 4            | 0            | 2            | 2            | 2            | 4            | 6            | -2           |
| 28e     | Monténégro P         | 4e meilleur troisième de groupe | 3            | 4            | 0            | 1            | 3            | 1            | 1            | 6            | -5           |
|         |                      |                                 |              |              |              |              |              |              |              |              |              |
| 29e     | Roumanie             | Meilleur quatrième de groupe    | 3            | 6            | 2            | 1            | 3            | 7            | 6            | 8            | -2           |
| 30e     | Suède R              | 2e meilleur quatrième de groupe | 4            | 6            | 1            | 1            | 4            | 4            | 7            | 11           | -4           |
| 31e     | Arménie P            | 3e meilleur quatrième de groupe | 1            | 6            | 1            | 0            | 5            | 3            | 4            | 16           | -12          |
| 32e     | Russie               | Disqualifiée                    | Disqualifiée | Disqualifiée | Disqualifiée | Disqualifiée | Disqualifiée | Disqualifiée | Disqualifiée | Disqualifiée | Disqualifiée |

| Ligue C | Ligue C           | Ligue C                         | Ligue C | Ligue C | Ligue C | Ligue C | Ligue C | Ligue C | Ligue C | Ligue C | Ligue C |
| Rang    | Nation            | Parcours                        | Gr.     | MJ      | G       | N       | P       | Pts     | Bp      | Bc      | Diff    |
| ------- | ----------------- | ------------------------------- | ------- | ------- | ------- | ------- | ------- | ------- | ------- | ------- | ------- |
| 33e     | Géorgie           | Meilleur premier de groupe      | 4       | 6       | 5       | 1       | 0       | 16      | 16      | 3       | +13     |
| 34e     | Grèce             | 2e meilleur premier de groupe   | 2       | 6       | 5       | 0       | 1       | 15      | 10      | 2       | +8      |
| 35e     | Turquie R         | 3e meilleur premier de groupe   | 1       | 6       | 4       | 1       | 1       | 13      | 18      | 5       | +13     |
| 36e     | Kazakhstan        | 4e meilleur premier de groupe   | 3       | 6       | 4       | 1       | 1       | 13      | 8       | 6       | +2      |
|         |                   |                                 |         |         |         |         |         |         |         |         |         |
| 37e     | Luxembourg        | Meilleur deuxième de groupe     | 1       | 6       | 3       | 2       | 1       | 11      | 9       | 7       | +2      |
| 38e     | Azerbaïdjan       | 2e meilleur deuxième de groupe  | 3       | 6       | 3       | 1       | 2       | 10      | 7       | 4       | +3      |
| 39e     | Kosovo            | 3e meilleur deuxième de groupe  | 2       | 6       | 3       | 0       | 3       | 9       | 11      | 8       | +3      |
| 40e     | Bulgarie R        | 4e meilleur deuxième de groupe  | 4       | 6       | 2       | 3       | 1       | 9       | 10      | 8       | +2      |
|         |                   |                                 |         |         |         |         |         |         |         |         |         |
| 41e     | Îles Féroé P      | Meilleur troisième de groupe    | 1       | 6       | 2       | 2       | 2       | 8       | 7       | 10      | -3      |
| 42e     | Macédoine du Nord | 2e meilleur troisième de groupe | 4       | 6       | 2       | 1       | 3       | 7       | 7       | 7       | 0       |
| 43e     | Slovaquie R       | 3e meilleur troisième de groupe | 3       | 6       | 2       | 1       | 3       | 7       | 5       | 6       | -1      |
| 44e     | Irlande du Nord R | 4e meilleur troisième de groupe | 2       | 6       | 1       | 2       | 3       | 5       | 7       | 10      | -3      |
|         |                   |                                 |         |         |         |         |         |         |         |         |         |
| 45e     | Chypre            | Meilleur quatrième de groupe    | 2       | 6       | 1       | 2       | 3       | 5       | 4       | 12      | -8      |
| 46e     | Biélorussie       | 2e meilleur quatrième de groupe | 3       | 6       | 0       | 3       | 3       | 3       | 3       | 7       | -4      |
| 47e     | Lituanie          | 3e meilleur quatrième de groupe | 1       | 6       | 0       | 1       | 5       | 1       | 2       | 14      | -12     |
| 48e     | Gibraltar P       | 4e meilleur quatrième de groupe | 4       | 6       | 0       | 1       | 5       | 1       | 3       | 18      | -15     |

| Ligue D | Ligue D       | Ligue D                         | Ligue D | Ligue D | Ligue D | Ligue D | Ligue D | Ligue D | Ligue D | Ligue D | Ligue D |
| Rang    | Nation        | Parcours                        | Gr.     | MJ      | G       | N       | P       | Pts     | Bp      | Bc      | Diff    |
| ------- | ------------- | ------------------------------- | ------- | ------- | ------- | ------- | ------- | ------- | ------- | ------- | ------- |
| 49e     | Estonie R     | Meilleur premier de groupe      | 2       | 4       | 4       | 0       | 0       | 12      | 10      | 2       | +8      |
| 50e     | Lettonie      | 2e meilleur premier de groupe   | 1       | 4       | 2       | 1       | 1       | 7       | 9       | 5       | +4      |
|         |               |                                 |         |         |         |         |         |         |         |         |         |
| 51e     | Moldavie R    | Meilleur deuxième de groupe     | 1       | 4       | 2       | 1       | 1       | 7       | 6       | 6       | 0       |
| 52e     | Malte         | 2e meilleur deuxième de groupe  | 2       | 4       | 2       | 0       | 2       | 6       | 5       | 4       | +1      |
|         |               |                                 |         |         |         |         |         |         |         |         |         |
| 53e     | Andorre       | Meilleur troisième de groupe    | 1       | 4       | 0       | 2       | 2       | 2       | 2       | 6       | -4      |
| 54e     | Saint-Marin   | 2e meilleur troisième de groupe | 2       | 4       | 0       | 0       | 4       | 0       | 0       | 9       | -9      |
|         |               |                                 |         |         |         |         |         |         |         |         |         |
| 55e     | Liechtenstein | 4e de groupe                    | 1       | 6       | 0       | 0       | 6       | 0       | 1       | 11      | -10     |

### Promotions et relégations
| Promotions | Promotions         | Promotions        | Promotions        |
| Groupe     | Ligue B → Ligue A  | Ligue C → Ligue B | Ligue D → Ligue C |
| ---------- | ------------------ | ----------------- | ----------------- |
| Groupe 1   | Écosse             | Turquie           | Lettonie          |
| Groupe 2   | Israël             | Grèce             | Estonie           |
| Groupe 3   | Bosnie-Herzégovine | Kazakhstan        |                   |
| Groupe 4   | Serbie             | Géorgie           |                   |

| Relégations | Relégations       | Relégations       | Relégations       |
| Groupe      | Ligue A → Ligue B | Ligue B → Ligue C | Ligue C → Ligue D |
| ----------- | ----------------- | ----------------- | ----------------- |
| Groupe 1    | Autriche          | Arménie           |                   |
| Groupe 2    | Tchéquie          | Russie*           |                   |
| Groupe 3    | Angleterre        | Roumanie          |                   |
| Groupe 4    | Pays de Galles    | Suède             | Gibraltar         |

*La Russie est finalement exclu et non présent dans les Ligues 2024-2025